# Glen Canyondam
De Glen Canyondam is een betonnen boogstuwdam op de rivier de Colorado in het noorden van de Amerikaanse staat Arizona, nabij Page.

## Geschiedenis
De dam werd in de jaren 1950 voorgesteld als onderdeel van het Colorado River Storage Project van het Bureau of Reclamation, met name om water op te slaan en gemakkelijker te kunnen verdelen en om elektriciteit te genereren.
Eerst wou men een dam bouwen in het federaal beschermde Echo Park, een keuze die meteen werd aangevochten door organisaties zoals de Sierra Club. Uiteindelijk koos men voor een hoge dam in de zuidelijker gelegen Glen Canyon. De Glen Canyondam werd gebouwd tussen 1956 en 1966. Eenmaal voltooid, vulde Glen Canyon – het huidige Lake Powell – zich. 
In 1983 begaf de dam het bijna onder grote overstromingen. De dam, die het debiet van de Colorado stroomafwaarts reguleert en die ook het landschap en de ecologie stroomopwaarts sterk heeft veranderd, blijft bijzonder controversieel en is het onderwerp van een aantal literaire werken, waaronder The Monkey Wrench Gang van Edward Abbey.

## Beschrijving
De Glen Canyondam is 216 meter hoog (178 meter boven de rivier) en 475 meter lang. Aan de voet is de dam 91 meter dik en aan de top acht meter. 
De waterkrachtcentrale bestond aanvankelijk uit acht Francisturbines van 155.500 pk (116.000 kW). Tussen 1984 en 1987 zijn zeven van de generatoren vernieuwd en in 1997 volgde de achtste en laatste. Elke generator heeft een maximaal vermogen 165.000 kW waarmee het totaal uitkomt op 1.320.000 kW. Per jaar produceert de dam zo'n 4000 GWh aan stroom.

## Glen Canyondambrug
Net stroomafwaarts van de dam bevindt zich een boogbrug, de Glen Canyondambrug, die de U.S. Route 89 over de canyon leidt. De constructie van de brug werd gestart in 1957 en was voltooid in 1959. Het doel van de brug was om de bouw van de dam te vergemakkelijken. De brug behoort tot de hoogste bruggen in de Verenigde Staten. De hoogte ten opzichte van het waterniveau bedraagt 200 meter en de brug heeft een spanwijdte van 313 meter. Voordat deze brug en de Navajo Bridge voltooid werden, diende men 192 kilometer rond te rijden om de andere kant van de canyon te bereiken.